# Monestir de Maredsous
El Monestir de Maredsous és una abadia benedictina a Denée, un poble del municipi d'Anhée a Bèlgica.
Va ser creat el 15 de novembre de 1872 per l'abadia de Beuron amb el suport de la família Desclée que va cedir les terres i va pagar els plans per l'arquitecte Jean de Bethune (1831-1894).
És famós pel formatge i cervesa del mateix nom, tot i que la cervesa, reconeguda com a «cervesa d'abadia» ja no es fa a l'abadia, però després d'unes mesaventures amb altres cerveseries, els monjos la van subcontractar a la cerveseria Duvel Moortgat a Breendonk des del 1964, amb leugeres variacions de la recepta del 1947 d'un monjo del monestir. El formatge és produït pel grup Bel, però sempre s'afina als cellers del monestir.